# Miyo Akao
Miyo Akao (jap. 赤尾 美代, Akao Miyo; * 29. August 1981 in Hita) ist eine japanische Badmintonspielerin. 

## Karriere
Sie ist die ältere Schwester der Badmintonspielerin Aki Akao und besuchte wie diese die Shōwa-Gakuen-Oberschule in Hita. 1998 siegte sie mit ihrer Schulkameradin Satoko Suetsuna bei Badminton-Oberschulmeisterschaften (高校選抜, kōkō sembatsu) im Damendoppel. Ein Jahr später siegte sie dort im Dameneinzel und erreichte den zweiten Platz im Doppel mit ihrer Schwester. Bei den Inter-High-Oberschulmeisterschaften (高校総体, kōkō sōtai) im selben Jahr 1999 siegte sie ebenfalls im Dameneinzel und beide Schwestern erreichten im Damendoppel den dritten Platz. Nach der Schule trat sie wie ihre Schwester in das Unternehmen Yonex ein und spielt für deren Werksmannschaft.
Miyo Akao siegte 2003 bei den Dominican Republic International und der Carebaco-Meisterschaft jeweils im Dameneinzel. Zwei Jahre später gewann sie die Croatian International in der gleichen Disziplin.

## Sportliche Erfolge
| Saison | Veranstaltung                    | Disziplin   | Platz | Name      |
| ------ | -------------------------------- | ----------- | ----- | --------- |
| 2000   | Auckland International           | Dameneinzel | 2     | Miyo Akao |
| 2003   | Dominican Republic International | Dameneinzel | 1     | Miyo Akao |
| 2003   | Carebaco-Meisterschaft           | Dameneinzel | 1     | Miyo Akao |
| 2004   | Canterbury International         | Dameneinzel | 1     | Miyo Akao |
| 2005   | Croatian International           | Dameneinzel | 1     | Miyo Akao |